# Беркутский
Беркутский — посёлок в Ялуторовском районе Тюменской области России. Входит в состав Беркутского сельского поселения.

## География
Посёлок находится на юго-западе Тюменской области, в пределах Западно-Сибирской низменности, в подтаёжно-лесостепном лесорастительном районе, при железнодорожной линии Тюмень — Омск (участок Транссиба), на расстоянии примерно 19 километров (по прямой) к северо-западу от города Ялуторовска, административного центра района. Абсолютная высота — 57 метров над уровнем моря.

### Климат
Климат континентальный с холодной продолжительной зимой и тёплым относительно коротким летом. Средняя температура воздуха самого холодного месяца (января) — −18,4 °C (абсолютный минимум — −40 °C); самого тёплого месяца (июля) — 17,8 °C (абсолютный максимум — 40 °С). Период с положительными значениями температуры составляет от 115 до 130 дней. Среднегодовое количество атмосферных осадков составляет 460 мм, из которых большая часть выпадает в тёплый период. Продолжительность залегания снежного покрова составляет в среднем 161 день.

### Часовой пояс
Посёлок Беркутский, как и вся Тюменская область, находится в часовой зоне МСК+2. Смещение применяемого времени относительно UTC составляет +5:00.

## Население
| 2010 | 2014 |
| ---- | ---- |
| 61   | ↘47  |

### Половой состав
По данным Всероссийской переписи населения 2010 года в половой структуре населения мужчины составляли 42,6 %, женщины — соответственно 57,4 %.

### Национальный состав
Согласно результатам переписи 2002 года, в национальной структуре населения русские составляли 65 % из 62 чел.